# Rhectosemia vausignalis
Rhectosemia vausignalis là một loài bướm đêm trong họ Crambidae.